# دورة ألعاب شرق آسيا

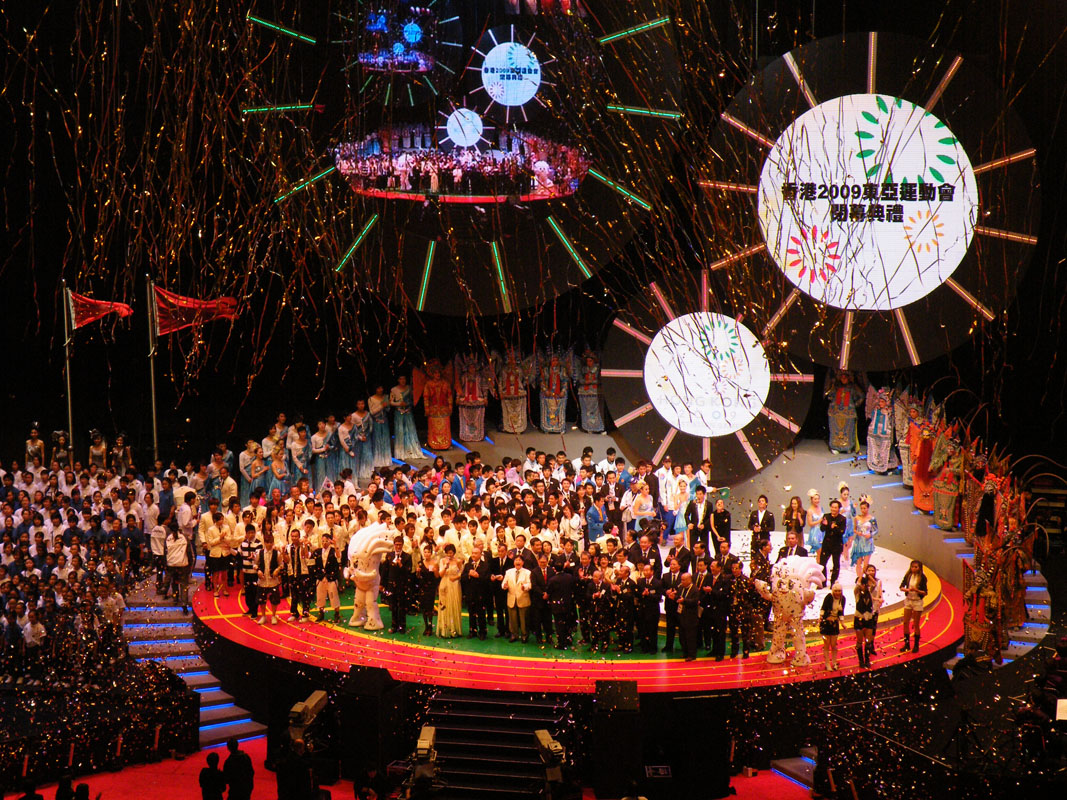

دورة ألعاب شرق آسيا (بالإنجليزية: East Asian Games)‏ وهو حدث رياضي متتالي، يقام كل 4 سنوات، وأول بطولة أقيمت كانت في سنة 1993 في مدينة شنغهاي في الصين وتشارك في هذه البطولة 9 دول من شرق آسيا وهي جمهورية الصين الشعبية واليابان وكوريا الجنوبية وكوريا الشمالية ومنغوليا وهونغ كونغ ومكاو وغوام وتايوان.